# Vironvay
Vironvay és un municipi francès situat al departament de l'Eure i a la regió de Normandia. L'any 2007 tenia 305 habitants.

## Demografia

### Població
El 2007 la població de fet de Vironvay era de 305 persones. Hi havia 106 famílies de les quals 8 eren unipersonals (8 homes vivint sols), 33 parelles sense fills, 57 parelles amb fills i 8 famílies monoparentals amb fills.
La població ha evolucionat segons el següent gràfic:
Habitants censats

### Habitatges
El 2007 hi havia 115 habitatges, 107 eren l'habitatge principal de la família i 8 eren segones residències. 112 eren cases i 1 era un apartament. Dels 107 habitatges principals, 101 estaven ocupats pels seus propietaris, 4 estaven llogats i ocupats pels llogaters i 1 estava cedit a títol gratuït; 1 tenia una cambra, 3 en tenien dues, 8 en tenien tres, 19 en tenien quatre i 75 en tenien cinc o més. 94 habitatges disposaven pel capbaix d'una plaça de pàrquing. A 29 habitatges hi havia un automòbil i a 74 n'hi havia dos o més.

### Piràmide de població
La piràmide de població per edats i sexe el 2009 era:
| Homes | Edats   | Dones |
| ----- | ------- | ----- |
| 0     | 95 o +  | 0     |
| 0     | 90 a 94 | 0     |
| 0     | 85 a 89 | 0     |
| 0     | 80 a 84 | 0     |
| 16    | 75 a 79 | 4     |
| 0     | 70 a 74 | 8     |
| 4     | 65 a 69 | 4     |
| 0     | 60 a 64 | 4     |
| 12    | 55 a 59 | 4     |
| 20    | 50 a 54 | 20    |
| 12    | 45 a 49 | 12    |
| 20    | 40 a 44 | 16    |
| 4     | 35 a 39 | 12    |
| 8     | 30 a 34 | 4     |
| 4     | 25 a 29 | 4     |
| 12    | 20 a 24 | 12    |
| 20    | 15 a 19 | 12    |
| 16    | 10 a 14 | 8     |
| 8     | 5 a 9   | 8     |
| 0     | 0 a 4   | 0     |

## Economia
El 2007 la població en edat de treballar era de 221 persones, 175 eren actives i 46 eren inactives. De les 175 persones actives 158 estaven ocupades (84 homes i 74 dones) i 17 estaven aturades (9 homes i 8 dones). De les 46 persones inactives 17 estaven jubilades, 16 estaven estudiant i 13 estaven classificades com a «altres inactius».

### Ingressos
El 2009 a Vironvay hi havia 106 unitats fiscals que integraven 301 persones, la mediana anual d'ingressos fiscals per persona era de 25.084 €.

### Activitats econòmiques
Dels 21 establiments que hi havia el 2007, 1 era d'una empresa de fabricació d'altres productes industrials, 3 d'empreses de construcció, 6 d'empreses de comerç i reparació d'automòbils, 4 d'empreses de transport, 3 d'empreses d'hostatgeria i restauració, 1 d'una empresa immobiliària i 3 d'empreses de serveis.
Dels 6 establiments de servei als particulars que hi havia el 2009, 1 era un paleta, 1 electricista, 1 empresa de construcció, 1 veterinari i 2 restaurants.
Els 2 establiments comercials que hi havia el 2009 eren llibreries.
L'any 2000 a Vironvay hi havia 6 explotacions agrícoles que ocupaven un total de 207 hectàrees.

## Poblacions més properes
El següent diagrama mostra les poblacions més properes.